# Слуґоцин-Кольонія
Слуґоцин-Кольонія (пол. Sługocin-Kolonia) — село в Польщі, у гміні Льондек Слупецького повіту Великопольського воєводства.
Населення — 123 особи (2011).
У 1975-1998 роках село належало до Конінського воєводства.

## Демографія
Демографічна структура станом на 31 березня 2011 року:
|          | Загалом | Допрацездатний вік | Працездатний вік | Постпрацездатний вік |
| -------- | ------- | ------------------ | ---------------- | -------------------- |
| Чоловіки | 60      | 6                  | 43               | 11                   |
| Жінки    | 63      | 9                  | 35               | 19                   |
| Разом    | 123     | 15                 | 78               | 30                   |